# تاکاهاشی شوته

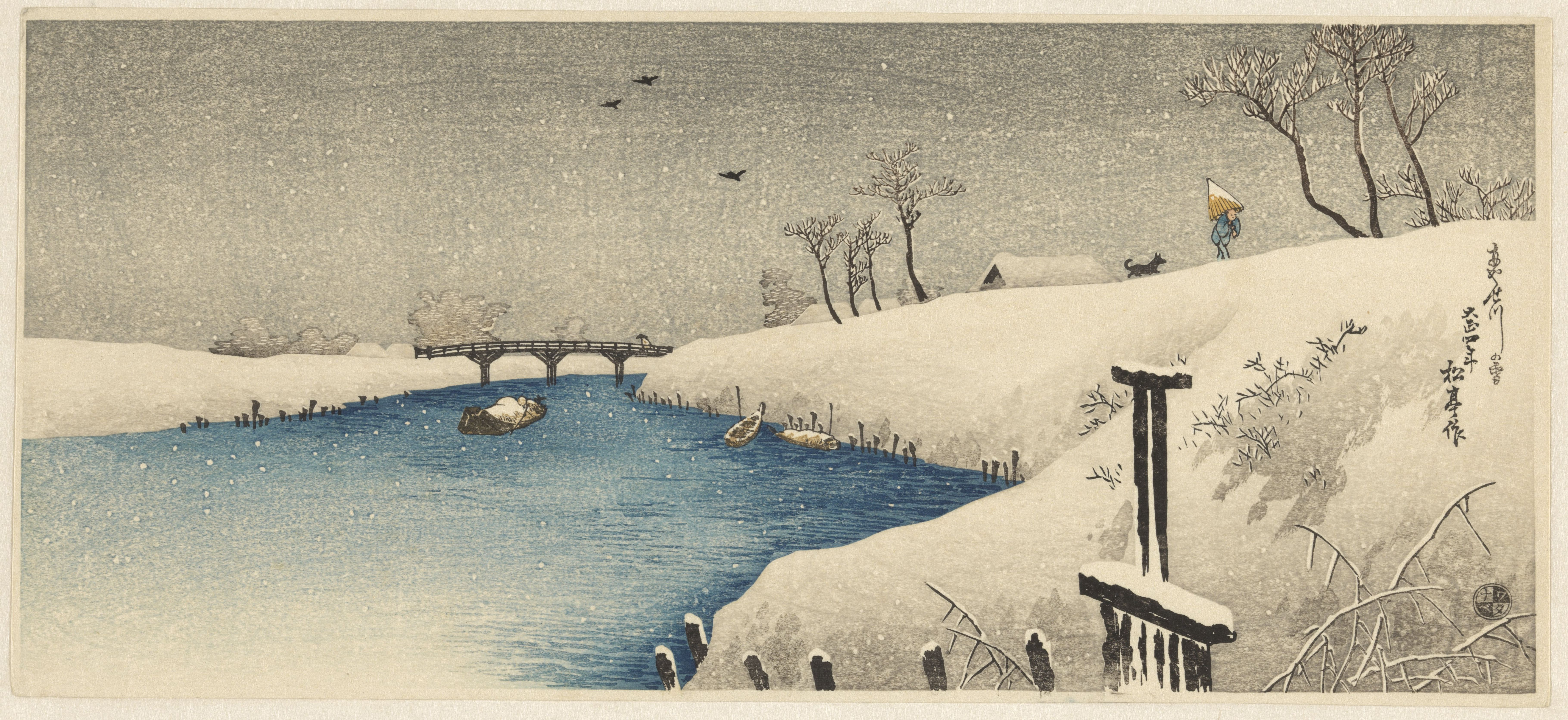
برف در رود آیاسه (۱۹۱۵)، امروزه در مجموعه موزه ملی آمستردام نگهداری می‌شود.

تاکاهاشی شوته (انگلیسی: Takahashi Shōtei; ۲ ژانویهٔ ۱۸۷۱ – ۱۱ فوریهٔ ۱۹۴۵) هنرمند اهل ژاپن بود که به چاپ‌نقش چوبی می‌پرداخت و به جنبش هنری شین-هانگا نزدیک بود.

## زندگینامه
در ابتدا توسط عمویش ماتسوموتو فوکو تحت تعلیم قرار گرفت و لقب شوته را نیز عمویش به او داد. در 16 سالگی کار خود را در وزارت امور خارجه خانواده شاهنشاهی آغاز کرد و در آنجا طرح های اشیاء تشریفاتی خارجی را کپی می کرد. شوتی و ترازاکی کوگیو پس از اتمام تحصیل، انجمن نقاشی جوانان ژاپن را در سال 1889 تأسیس کردند. در سال 1907، توسط واتانابه شوزابورو برای مشارکت در شینساکو هانگا (چاپ سوغات) استخدام شد.

شوته در 11 فوریه 1945 بر اثر ذات الریه درگذشت. شایعه ای وجود دارد که او در بمباران اتمی هیروشیما جان باخته است، که نادرست است. 

## نگارخانه

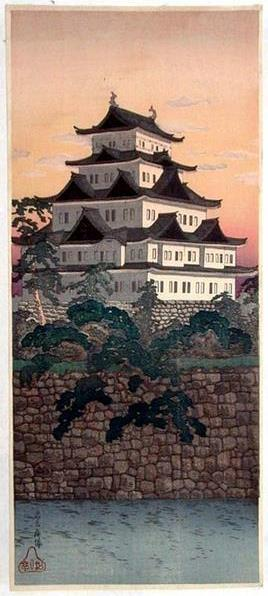
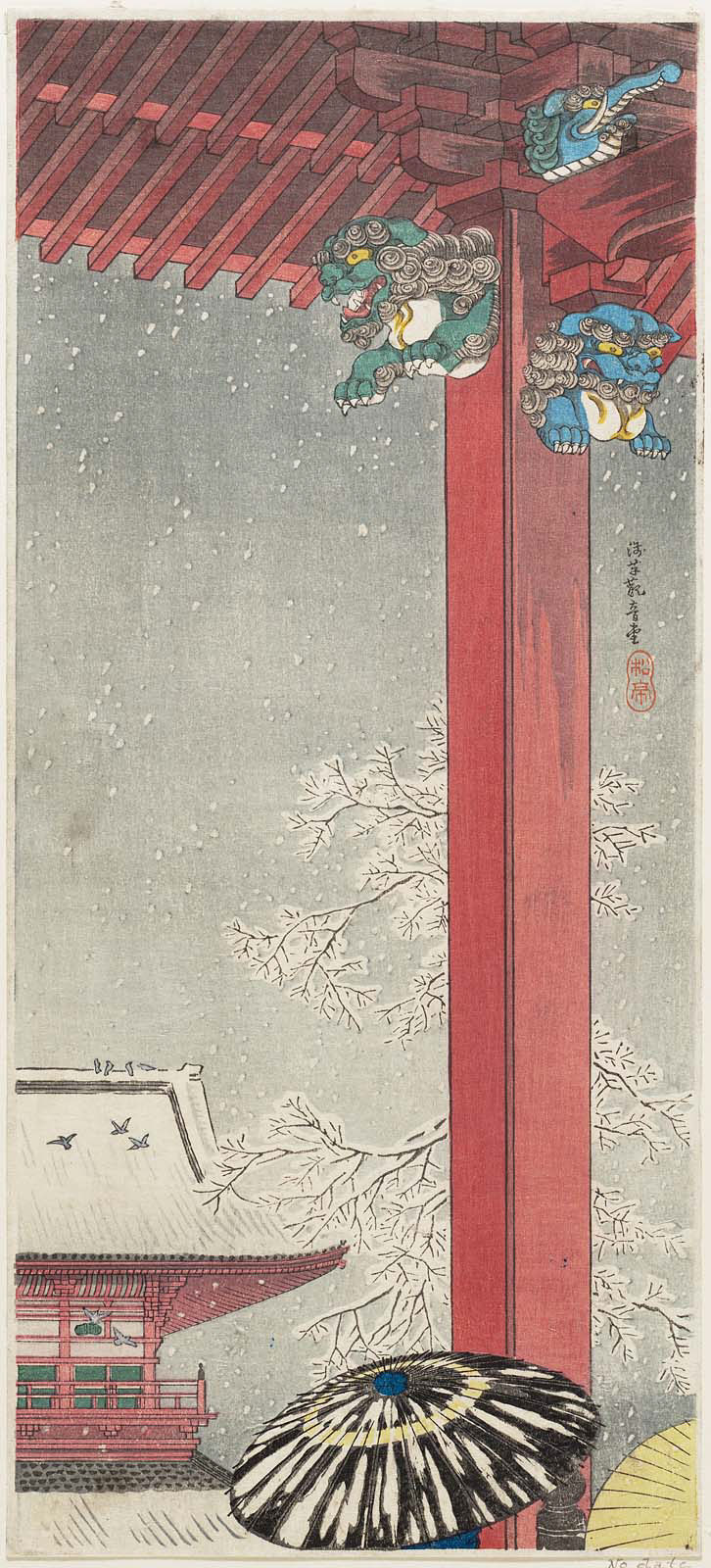
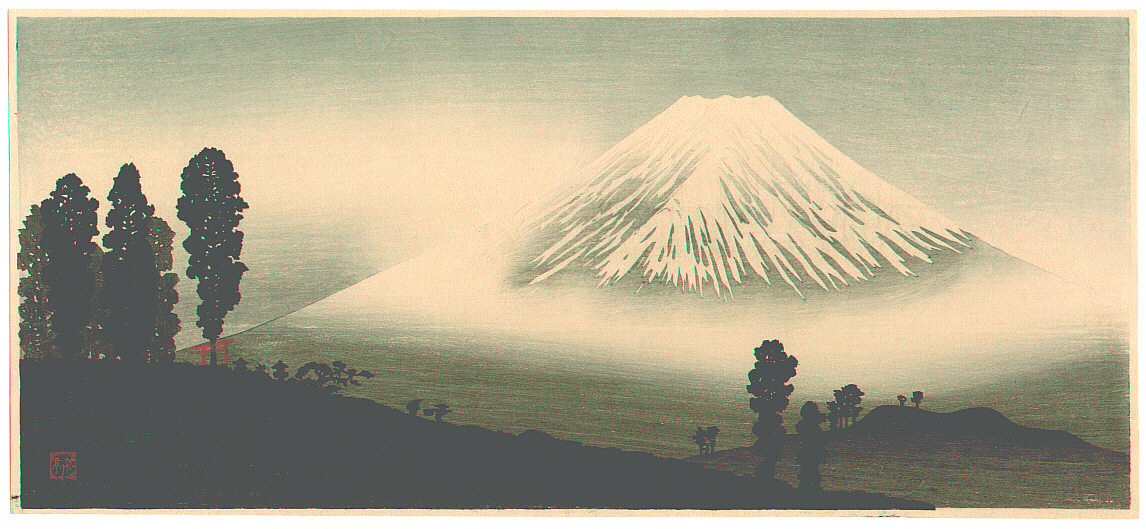
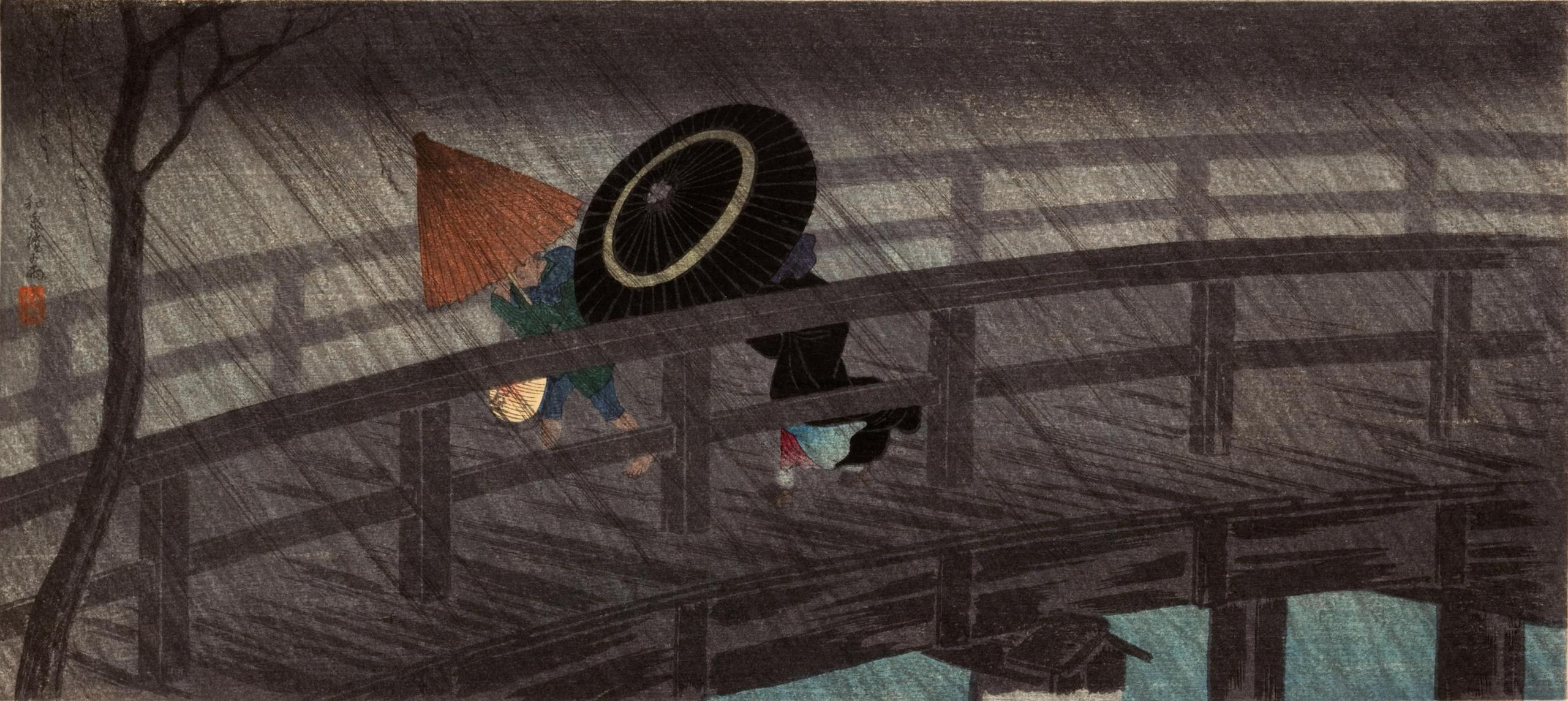
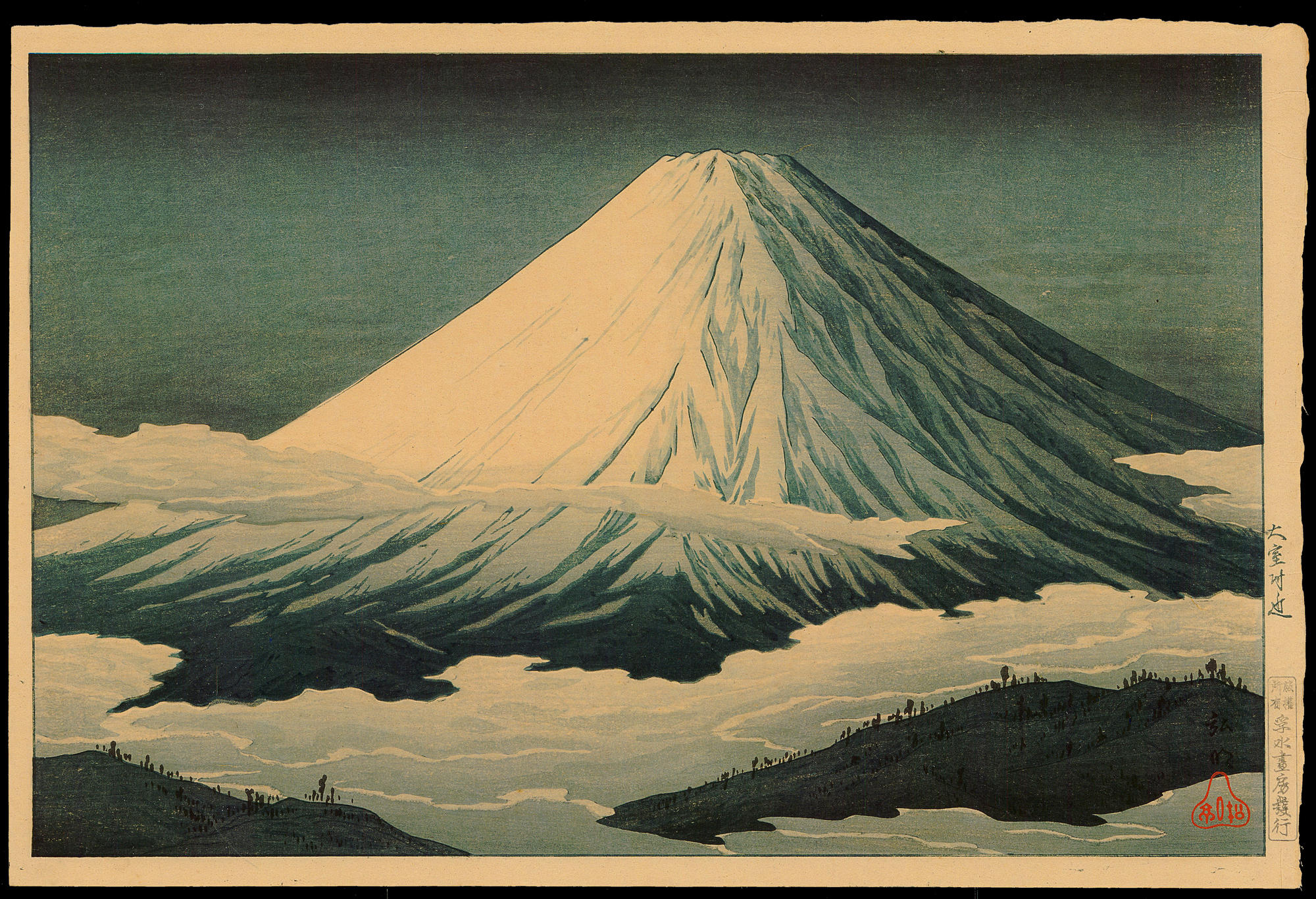
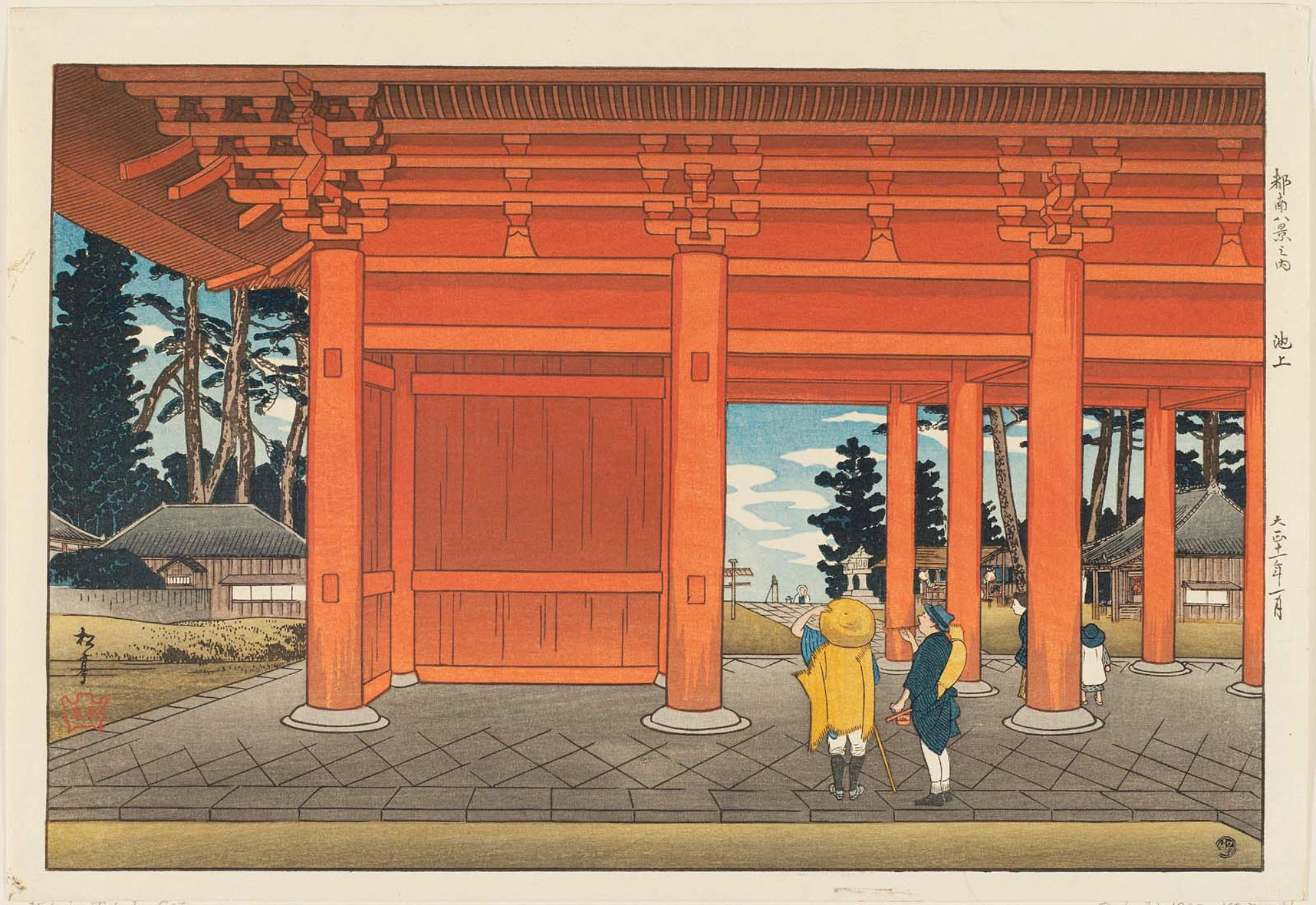
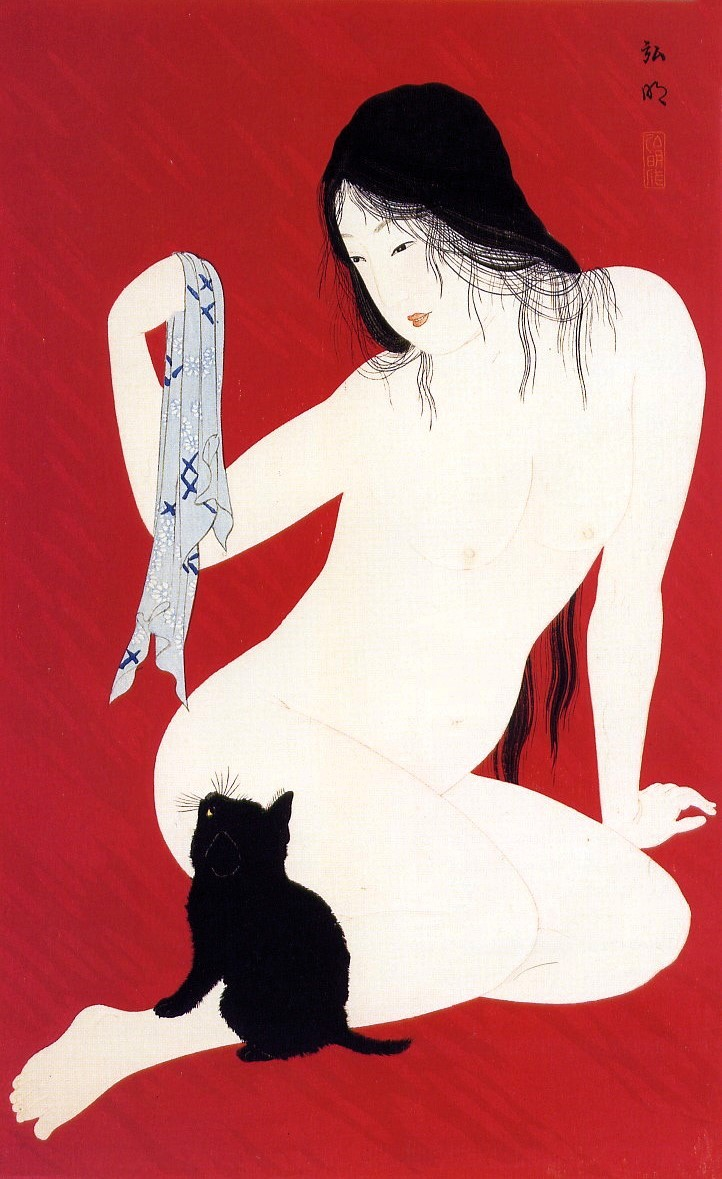